# Schnüerligrat
Schnüerligrat är en bergstopp i Schweiz.   Den ligger i distriktet Wahlkreis Sarganserland och kantonen Sankt Gallen, i den östra delen av landet, 140 km öster om huvudstaden Bern. Toppen på Schnüerligrat är 2 473 meter över havet, eller 272 meter över den omgivande terrängen. Bredden vid basen är 4,6 km.
Terrängen runt Schnüerligrat är huvudsakligen bergig, men den allra närmaste omgivningen är kuperad. Närmaste större samhälle är Flums, 10,9 km nordost om Schnüerligrat. 
Trakten runt Schnüerligrat består i huvudsak av gräsmarker. Runt Schnüerligrat är det ganska glesbefolkat, med 27 invånare per kvadratkilometer.